# World Class Manufacturing
World Class en el mundo industrial es sinónimo de excelencia; el concepto World Class Manufacturing (literalmente «Manufactura de Clase Mundial»)  significa manufactura de excelencia, es la manera de fabricar algo que los demás fabricantes quieren imitar. Recoge estrategias como el Control Total de la Calidad (TQC), el Método justo a tiempo (JIT), el Mantenimiento Productivo Total (TPM) y otras estrategias de gestión, tecnología y servicios. 
World Class Manufacturing significa ser competitivo en la fabricación industrial a nivel de los mejores en todo el mundo; no es solamente una extensión de TPM. Al contrario: es una herramienta para conseguir estar entre los mejores a nivel mundial (World Class Manufacturing).
WCM puede considerarse una ampliación del TPM (Total Productive Maintenance or Management). A los 4 pilares básicos de TPM que son, a saber: mejora focalizada, mantenimiento autónomo, mantenimiento profesional y mantenimiento en la concepción, se han unido otros pilares, que son: seguridad, higiene y ambiente en el trabajo, medio ambiente, servicio al cliente, control total de la calidad del producto, desarrollo del personal y reducción de costes. Esto da una idea del nuevo modelo industrial, que se enfoca directamente al cliente. Las factorías, desde lo más básico hasta lo más avanzado en sus procesos, procuran alcanzar la total satisfacción del cliente.